# Villedieu-les-Poêles
Villedieu-les-Poêles – miejscowość i dawna gmina we Francji, w regionie Normandia, w departamencie Manche. W 2013 roku jej populacja wynosiła 3820 mieszkańców. 
W dniu 1 stycznia 2016 roku z połączenia dwóch ówczesnych gmin – Rouffigny oraz Villedieu-les-Poêles – utworzono nową gminę Villedieu-les-Poêles-Rouffigny. Siedzibą gminy została miejscowość Villedieu-les-Poêles. 